# Rajd Dolnośląski 1975
19. Rajd Dolnośląski – 19. edycja Rajdu Dolnośląskiego. Był to rajd samochodowy rozgrywany od 16 do 17 maja 1975 roku. Była to druga runda Rajdowych Samochodowych Mistrzostw Polski w roku 1975. Rajd składał się z dwudziestu trzech odcinków specjalnych i z jednej prób wyścigowej (69 km). Został rozegrany na nawierzchni asfaltowej i szutrowej. Zwycięzcą rajdu został Błażej Krupa.

## Wyniki końcowe rajdu[1][2]
| Miejsce | Kierowca            | Pilot                | Samochód                          | Czas    | Strata | Grupa Klasa |
| ------- | ------------------- | -------------------- | --------------------------------- | ------- | ------ | ----------- |
| 1       | Błażej Krupa        | Piotr Mystkowski     | Renault 12 Gordini                | 2:46:3  | -      | II/8        |
| 2       | Dominik Mydlarski   | Richard Bisanz       | Polski Fiat 125p 1600 Monte Carlo |         |        | II/8        |
| 3       | Janusz Książkiewicz | Józef Ważny          | Polski Fiat 125p 1600 Monte Carlo |         |        | II/8        |
| 4       | Marek Karczewski    | Stanisław Brzozowski | Polski Fiat 125p 1500             | 2:57:57 | +11:26 | I/8         |
| 5       | Jerzy Landsberg     | Marek Muszyński      | Renault 5 LS                      | 3:00:23 | +13:52 | I/7         |
| 6       | Jerzy Dobrzański    | Antoni Ryniak        | Polski Fiat 125p 1600 Monte Carlo |         |        | II/8        |